# Limba franceză
Limba franceză (în franceză la langue française [la 'lɑ̃ɡ fʁɑ̃'sɛːz] sau le français [lə fʁɑ̃'sɛ]) este o limbă indoeuropeană din familia limbilor romanice, anume din ramura de vest a acestora, unde, în grupul limbilor galoromanice, este una dintre limbile oïl.
Franceza este vorbită în total de aproximativ 220 de milioane de oameni fie ca limbă maternă, ca limbă secundă sau ca limbă străină, în țările membre, asociate sau cu statut de observatoare din Organizația Internațională a Francofoniei (OIF), precum și în alte câteva țări din afara acesteia, ca Algeria sau Statele Unite ale Americii. Nu există date precise nici despre cei care au franceza ca limbă maternă. Numărul lor este estimat la 110 milioane.
În clasamentul numărului de vorbitori ai diferitelor limbi, franceza este pe locul al VI-lea în lume și pe locul al II-lea în Europa. Franceza este limbă oficială în 29 de țări, ocupând în această privință locul al II-lea după limba engleză. 
Ca limbă străină, franceza este, după engleză, limba învățată de cele mai multe persoane (120 de milioane), în majoritatea țărilor.
5% din spațiul Internetului ar fi ocupat de limba franceză, fiind pe locul 6-8 printre limbile cele mai folosite.
Franceza a evoluat din limba latină populară vorbită în Antichitate în jumătatea de nord a Galiei, devenind, în urma unui proces istoric îndelungat, dominantă pe tot teritoriul Franței actuale și în regiuni limitrofe ale unor țări vecine. Începând cu secolul al XVII-lea, Franța și-a extins limba peste mări, în zone existente pe toate continentele, datorită expansiunii sale coloniale. Tot din secolul al XVII-lea și până la începutul celui de-al XX-lea, grație ponderii economice și culturii Franței, limba acesteia a fost principala limbă de comunicare internațională. Deși după Primul război mondial engleza a ocupat treptat locul I, franceza are în continuare un rol important în comunicarea la nivel mondial.

## Clasificare
Limba franceză aparține ramurii galo-romanice a familiei limbilor romanice. Chiar dacă în Franța au fost vorbite o multitudine de limbi romanice, împărțite în două mari familii, limbi nordice (limbi oïl) și limbi sudice (limbi oc, care aparțin ramurii iberoromanice), nucleul limbii standard a fost cea vorbită în Evul Mediu la Paris și în împrejurimi, și adoptată de curtea regală. Aceasta s-a impus treptat în cadrul procesului de formare a statului centralizat francez, înglobând într-o sinteză elemente din toate celelalte, în principal din cele nordice.
Din cauza tendinței generale de centralizare care s-a manifestat în decursul istoriei Franței, celelalte limbi, neavând stadard, s-au eclipsat treptat, ajungând să fie considerate patois, adică graiuri, termenul francez având și o nuanță de sens depreciativă. Actualmente însă, lingviștii tind să le considere pe cele principale limbi aparte.
Codul limbii este fr respectiv fra sau 
fre (după ISO 639); pentru franceza veche (842 până la 1400), codul este fro și pentru franceza medie (cca. 1400 până la 1600) codul este frm.

## Răspândire

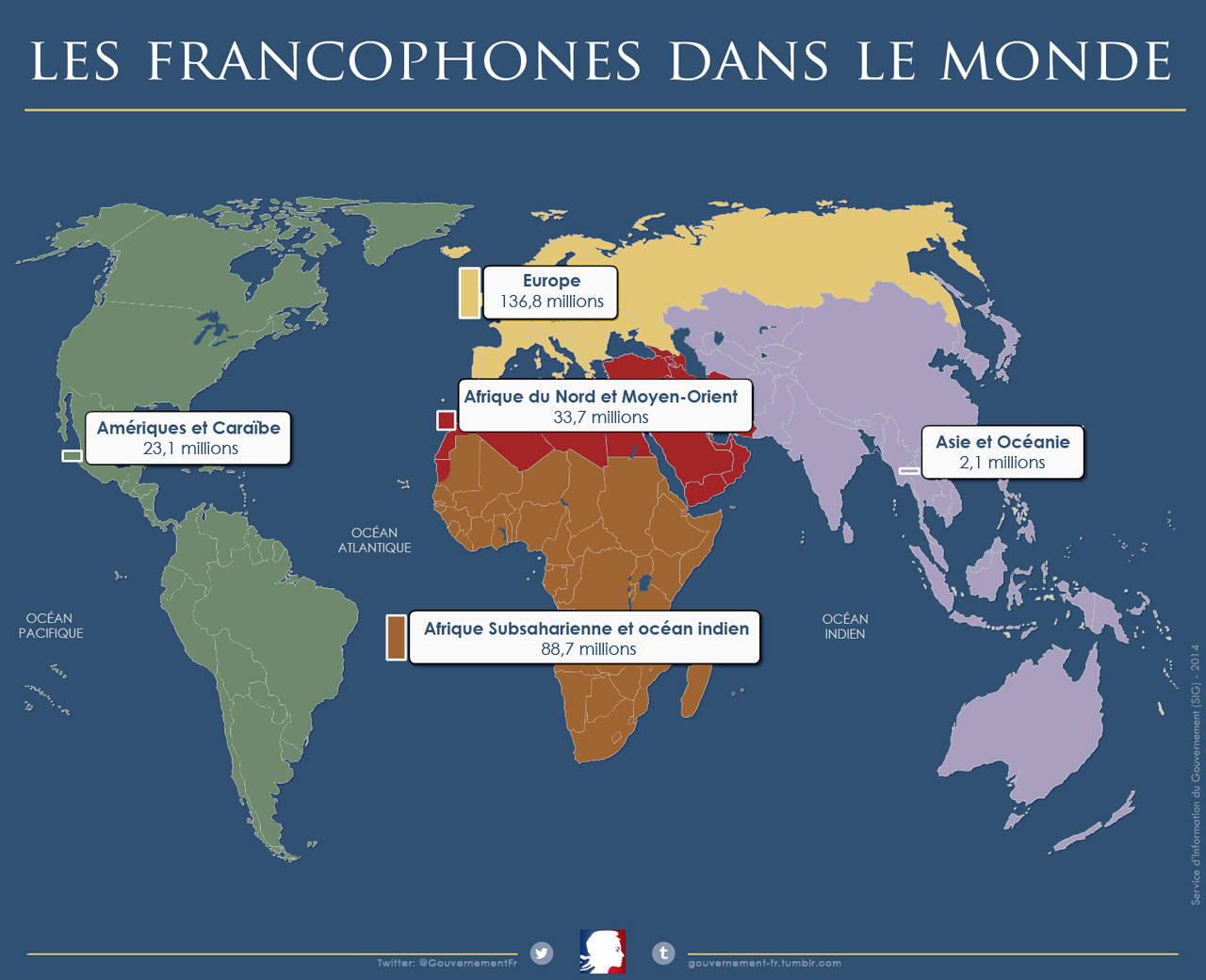
Numărul francofonilor pe continente (în 2018)

Nivelul cunoașterii limbii franceze în Uniunea Europeană și în țările candidate, în 2005

În țările europene membre ale OIF, cei mai mulți francofoni trăiesc în Franța (62,5 milioane), în Belgia (4,4 milioane) și în Elveția (3,8 milioane). Din celelalte țări vest-europene membre ale OIF, la aceste cifre se mai adaugă 1,2 milioane, iar din regiunea Valle d'Aosta din Italia, țară care nu este în OIF, încă 90.000. În țările din Europa Centrală și de Est sunt 6 milioane de francofoni. Dintre acestea se distinge România, cu 1,8 milioane.

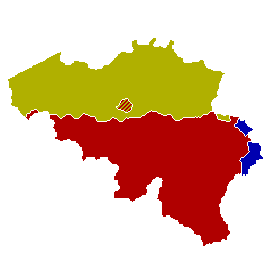
Comunitățile lingvistice din Belgia. Cu roșu, cea franceză

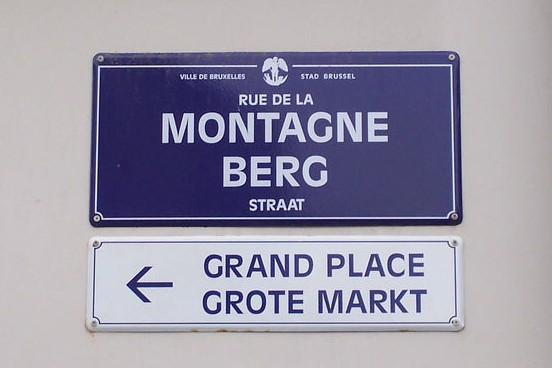
Placă bilingvă (franceză și flamandă) cu nume de stradă în Bruxelles

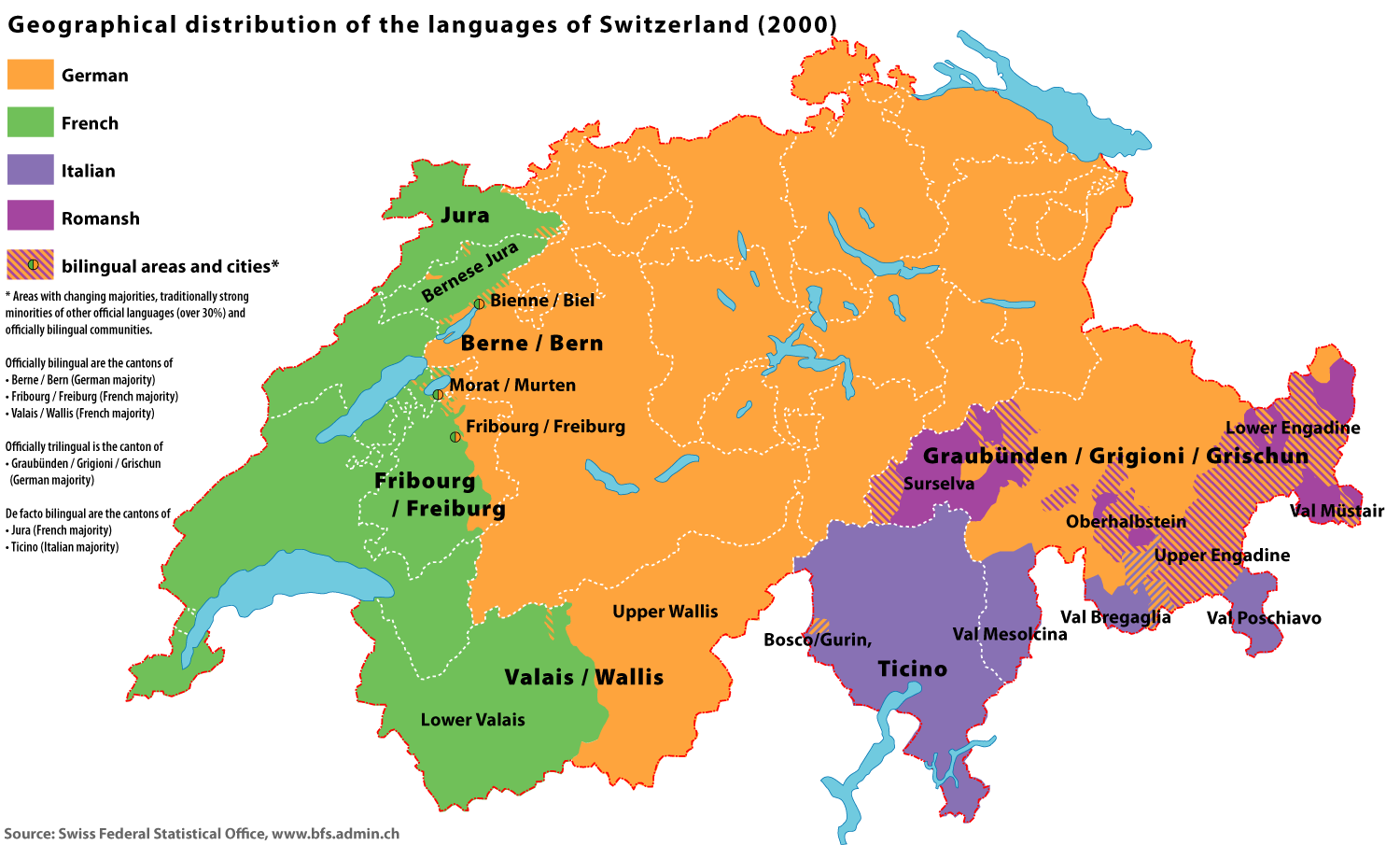
Limbile vorbite în Elveția. Cu culoarea verde, limba franceză

Din țările OIF din Africa Subsahariană și din Maroc există date numai despre cei care știu și să citească și să scrie în franceză. Numărul acestora este de 31 milioane în Republica Democrată Congo, 10,3 milioane în Maroc, 7,3 milioane în Coasta de Fildeș, 7 milioane în Camerun, câte 3 milioane în Benin, Burkina Faso și Senegal, câte 2 milioane în Republica Congo, Guineea, Mali, Niger și Togo, câte 1,5 milioane în Republica Centrafricană și în Ciad.
Din mai multe țări OIF africane sunt date nu numai despre cei care știu să citească și să scrie în franceză, ci și despre cei care doar vorbesc limba. Din ambele categorii sunt în total 8,7 milioane de oameni, dintre care mai mulți în Tunisia (6,6 milioane) și Ghana (1 million). Aici se poate include și Algeria, care nu este membră a OIF, cu 11,2 milioane.
     Țări de obicei considerate francofone
     Țări uneori considerate francofone
     Țări care nu sunt francofone, dar sunt membre sau observatoare în OIF

Africa francofonă
Țări de obicei considerate francofone
Țări uneori considerate francofone
Țări care nu sunt francofone, dar sunt membre sau observatoare în OIF

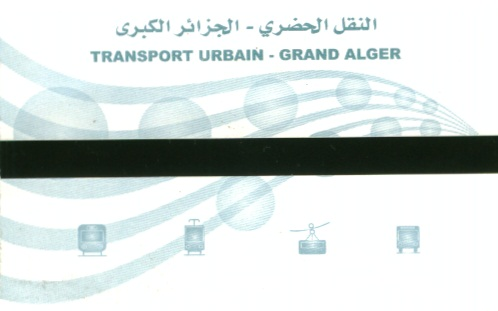
Bilet de metrou din Alger, cu text bilingv (arabă și franceză)

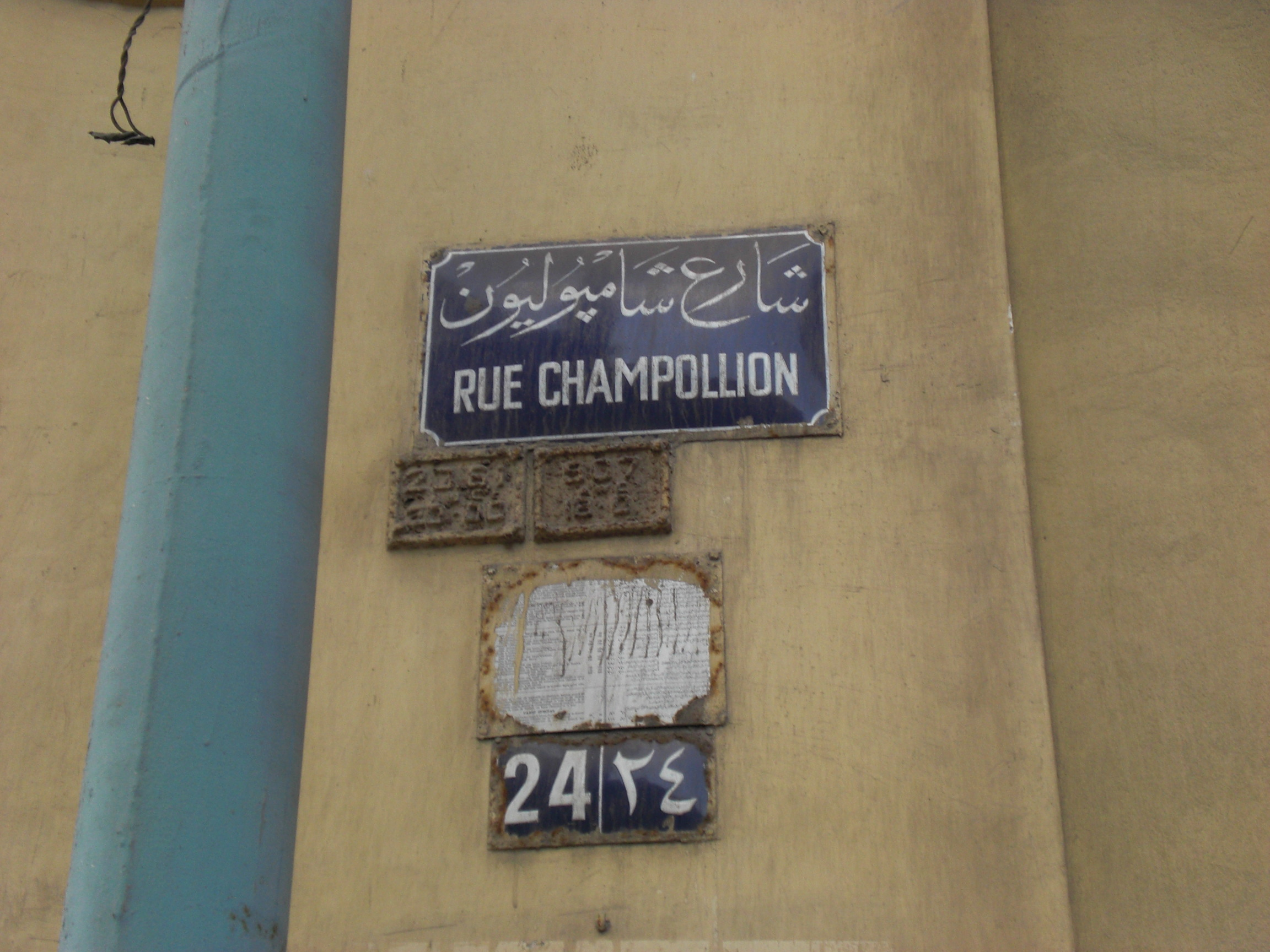
Placă bilingvă (arabă și franceză) cu nume de stradă în Alexandria

În țările OIF din Orientul Apropiat, cunosc franceza 0,3 milioane în Egipt și 0,7 milioane în Liban, iar în Israel, care nu este în OIF, se estimează între 0,3 și 0,7 milioane numărul cunoscătorilor de franceză.

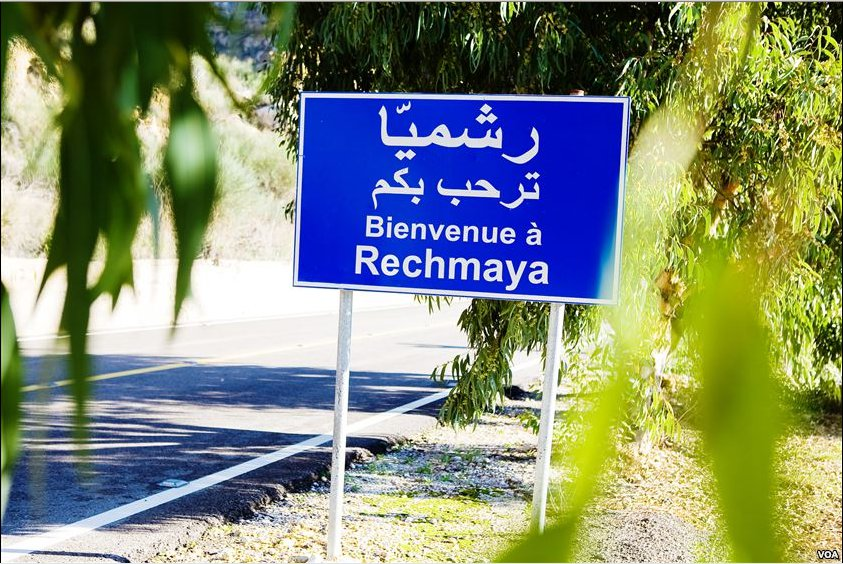
Indicator de localitate bilingv (arabă și franceză) în Liban

În zona Oceanului Indian sunt în total 1,9 milioane de francofoni, cei mai mulți în Madagascar (1 million).
În America de Nord, cei mai mulți francofoni trăiesc în Canada (9,6 milioane), iar în Statele Unite, care nu este în OIF, 2,1 milioane de persoane vorbesc franceza acasă, după cum formulează documentele recensământului din anul 2000.
     Engleză – 56,9%
     Bilingvism anglo-francez – 16,1%
     Franceză – 21,3%
     Teritorii locuite de mai puțin de 0,4 persoană/km2
     6-12%
     12-18%
     Peste 18%

Distribuția limbii engleze și a limbii franceze în Canada
Engleză – 56,9%
Bilingvism anglo-francez – 16,1%
Franceză – 21,3%
Teritorii locuite de mai puțin de 0,4 persoană/km^{2}

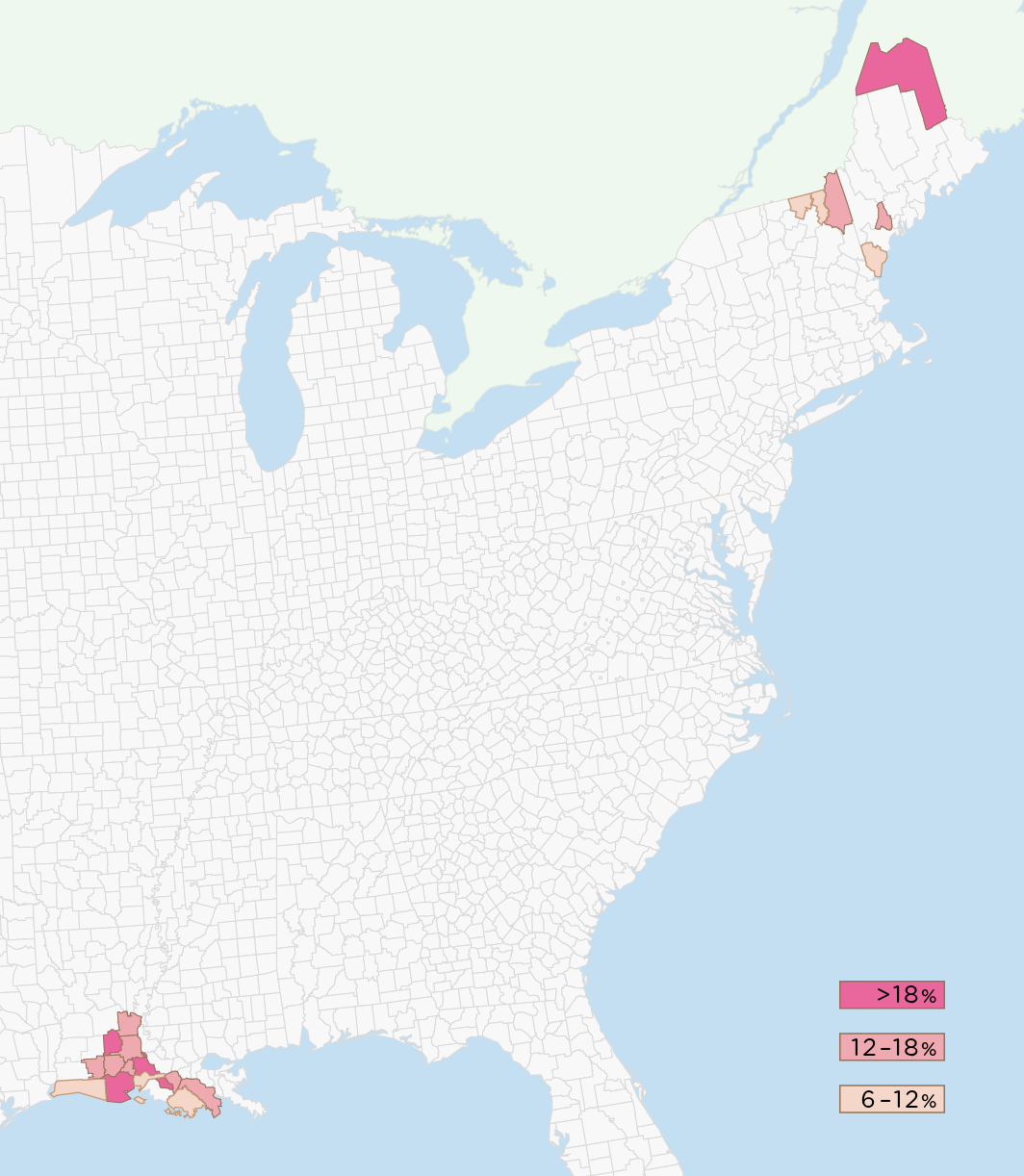
Limba franceză în SUA. Proporția celor care vorbesc franceza acasă în comitatele locuite și de francofoni
6-12%
12-18%
Peste 18%

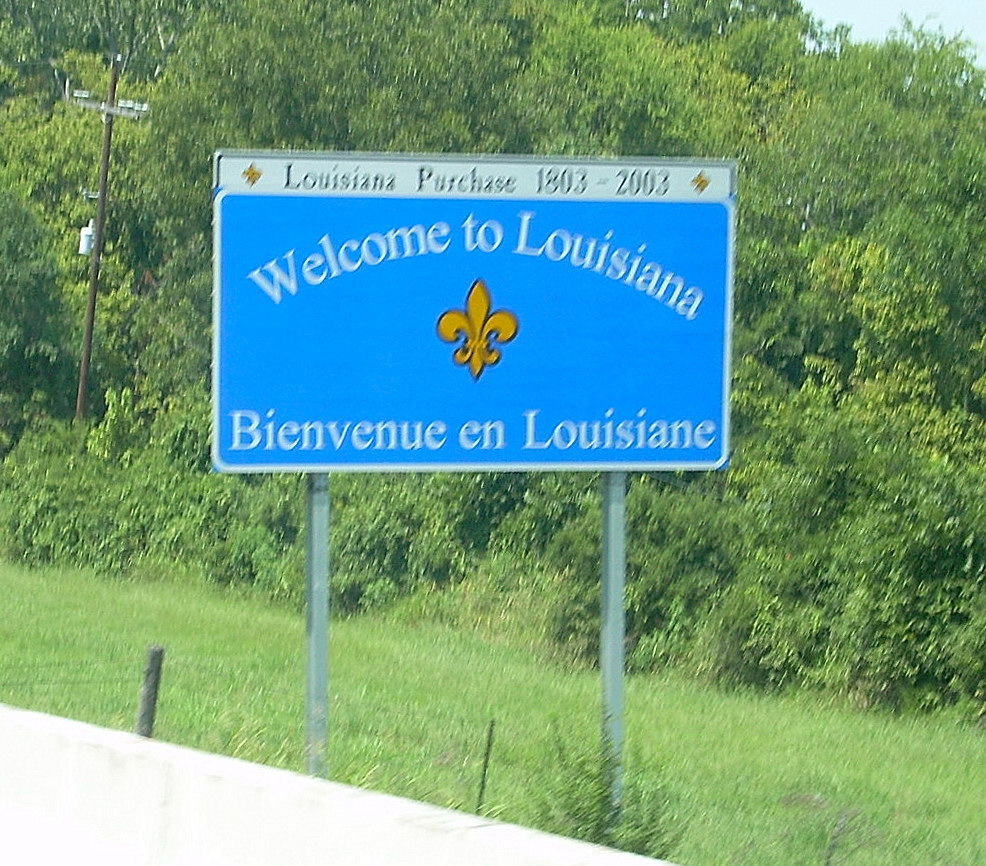
Indicator rutier bilingv (engleză și franceză) la o intrare în Louisiana

În regiunile din Marea Caraibelor aparținând Franței (insulele din Antilele Mici și Guiana), precum și în Haiti, țară membră a OIF, numărul francofonilor este de 1,9 milioane, dintre care 1,2 milioane în Haiti.
În țările din Indochina sunt în total 1,7 milioane de francofoni, iar în Oceania 0,5 milioane.
În afara cifrelor menționate mai sus, celor 220 de milioane de francofoni le mai aparțin încă 72 de milioane de persoane numite „parțial francofone”.
În ceea ce-i privește pe cei care au franceza ca limbă maternă, numărul lor este estimat la 77 de milioane în Europa, iar în Canada, unde rezultatele recensământului din 2006 dau date precise despre aceasta, numărul lor este de 6.817.650.

## Statut
Din cele 29 de state suverane în care franceza este limbă oficială, în 13 ea este singura cu acest statut:
| - Franța - Benin - Burkina Faso - Congo - Coasta de Fildeș | - Gabon - Guineea - Mali - Monaco | - Niger - Republica Democrată Congo - Senegal - Togo |

În alte 16 state suverane, franceza este oficială alături de altă limbă sau alte limbi:
| - Belgia - Burundi - Camerun - Canada - Ciad - Comore | - Djibouti - Elveția - Guineea Ecuatorială - Haiti - Luxemburg | - Madagascar - Republica Centrafricană - Rwanda - Seychelles - Vanuatu |

Franceza este oficială și în 15 formațiuni administrativ-teritoriale care sunt state nesuverane în cadrul unor state federale, sau sunt teritorii autonome. În 6 dintre acestea, franceza este singura limbă oficială:
| - în Elveția: - Cantonul Geneva - Cantonul Jura - Cantonul Neuchâtel - Cantonul Vaud | - în Belgia: - Comunitatea Franceză - în Canada: - provincia Québec |

În alte 11 teritorii, franceza este oficială alături de altă limbă sau alte limbi:
| - în Elveția: - Cantonul Berna - Cantonul Fribourg - Cantonul Valais - în Italia: - regiunea Valle d'Aosta | - în Regatul Unit: - provincia Guernsey - provincia Jersey - în India: - teritoriul federal Puducherry | - în Canada: - provincia Noul Brunswick - Teritoriile de Nord-Vest - teritoriul Nunavut - teritoriul Yukon |

Sunt și țări în care franceza nu este oficială, dar există reglementări juridice în legătură cu ea:
- În Statele Unite:
  - În statul Louisiana, franceza poate fi folosită în învățământ, în justiție, în actele notariale și în media.
  - În statul Maine, buletinele electorale pot fi redactate și în franceză, iar unii angajați ai statului, de exemplu pădurarii, sunt obligați să cunoască franceza.
- În Mauritius este permisă folosirea francezei în justiție, în învățământ și în media.

În alte țări, franceza nu are niciun statut juridic, dar în practică este folosită intens, mai ales în învățământ și în media. Este cazul țărilor arabe foste colonii franceze:
- În Tunisia se predau în franceză începând cu învățământul mediu științele exacte, economice, informatica și disciplinele tehnice.
- În Maroc se predă în franceză la mai multe facultăți din învățământul superior.
- În Algeria, învățământul științific și tehnic superior are loc în franceză.
- În Liban, invățământul este bilingv, arab-francez sau arab-englez. Al doilea caștigă treptat teren, dar primul este încă preponderent.

În fiecare țară arabă francofonă există presă în franceză, mai ales în Tunisia, Maroc și Algeria.
Franceza este una din cele șase limbi de lucru ale Organizației Națiunilor Unite, una din cele trei limbi de lucru ale Uniunii Europene, limba folosită pe plan intern la Curtea de Justiție a Uniunii Europene, singura limbă oficială a Uniunii Poștale Universale și una din limbile oficiale a numeroase organizații internaționale.
În principalele țări francofone există și o legislație referitoare la limbă. În Franța este vorba de „legea Toubon” din 1994, care prevede în ce documente și situații este obligatorie folosirea francezei: prezentarea bunurilor și serviciilor, informațiile destinate consumatorilor, inscripțiile și informațiile din locurile publice, contractele încheiate de persoane publice, contractele de muncă, ofertele de serviciu, documentele interne destinate salariaților în întreprinderi. Se prevede de asemenea că limba de predare în învățământ este franceza. Această lege conține și sancțiuni. În Comunitatea Franceză din Belgia există un decret care prevede folosirea de termeni francezi în locul termenilor străini în documentele de interes public, dar respectarea sa nu poate fi urmărită, pentru că nu prevede sancțiuni. În Québec, deși nu este stat suveran, este totuși în vigoare Carta limbii franceze din 1977, conform căreia franceza este limba oficială a provinciei.

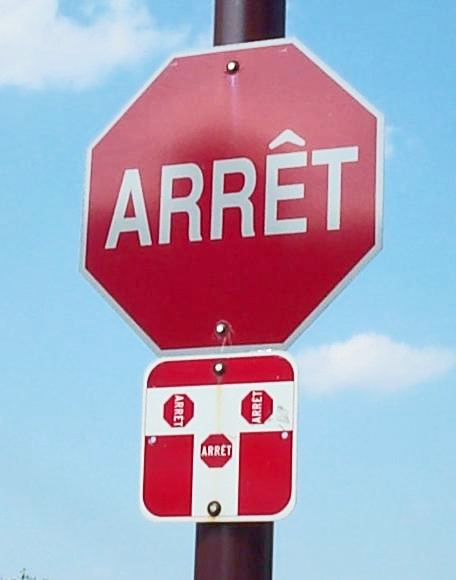
Indicator „oprire la intersecție” în Québec

## Reglementare
Formarea standardului limbii franceze a fost un proces îndelungat legat de impunerea francezei în paralel cu cea a puterii centrale pe tot teritoriul Franței. În acest proces au jucat un rol important și grupuri de intelectuali, în vremea Renașterii franceze, și, mai ales începând cu secolul al XVII-lea, instituții oficiale, în primul rând Academia Franceză, destinate normării limbii. Până pe la jumătatea secolului al XX-lea au fost considerate corecte, de urmat și de predat numai cuvintele din dicționarele Academiei și regulile fixate de gramaticile acesteia și ale adepților ei.
Încă din secolul al XIX-lea, începând cu afirmarea romantismului, literatura s-a eliberat tot mai mult de normele lingvistice clasice, prezentând un spectru foarte larg și variat al folosirii limbii. Normele sunt în general respectate în varietatea vorbită și mai ales cea scrisă a registrului de limbă curent, și cu atât mai mult în registrul elevat. Limbajul mediei este influențat de limba vorbită de majoritatea populației, mai ales de lexicul registrului familiar.
În secolul al XXI-lea, în Franța se ocupă de standard, de promovarea limbii, de protejarea ei față de engleză, nu numai Academia, ci și alte organisme oficiale, precum Conseil supérieur de la langue française (Ministerul Limbii Franceze), Délégation générale à la langue française et aux langues de France (Delegația Generală pentru Limba Franceză și Limbile din Franța) și, în cadrul, acesteia Commission d'enrichissement de la langue française (Comisia de Îmbogățire a limbii franceze). Academia nu mai este autoritatea supremă în ceea ce privește standardul, existând diferențe de vederi nu numai între lingviști, ci chiar și între instituții. Un exemplu pregnant în acest sens sunt disputele în jurul reformării ortografiei. În 1990, la inițiativa guvernului, Consiliul Superior al Limbii Franceze elaborează și propune o reformă limitată a ortografiei, acceptată de Academie, și o publică sub formă de raport în Journal officiel. Propunerile provoacă multe reacții negative. Și Academia revine asupra acceptului ei, iar rectificările ortografiei rămân facultative.
Și în alte țări unde franceza este oficială au fost înființate organisme de reglementare a ei. În Belgia există Conseil de la langue française et de la politique linguistique (Consiliul Limbii Franceze și al Politicii Lingvistice) și Direction de la langue française (Direcția Limbii Franceze), în Québec există Ministère de la langue française și Office québécois de la langue française (Oficiul din Québec al Limbii Franceze), în Elveția – Délégation à la langue française (Delegația pentru Limba Franceză). La nivelul Francofoniei funcționează Conseil international de la langue française (Consiliul Internațional al Limbii Franceze).
Între principalele țări francofone există unele mici deosebiri de standard. De exemplu, în Belgia și în Elveția, lui soixante-dix „șaptezeci” îi corespunde cuvântul septante. În Québec, standardul acceptă mult mai puține împrumuturi din engleză decât în Franța. De pildă, în cea din urmă, cuvântului „parcare” îi corespunde parking, dar în primul – stationnement. O mențiune aparte se cuvine tendinței determinate de principiul egalității dintre sexe de a da și o formă de feminin substantivelor nume de persoană ce desemnează ocupații, profesiuni, funcții și titluri care au tradițional numai formă de masculin. În Québec, aceasta s-a generalizat și a intrat în standard încă din anii 1980. În Franța, Institut national de la langue française (INaLF) (Institutul Național al Limbii Franceze), din cadrul Centre national de la recherche scientifique (CNRS) (Centrul Național al Cercetării Științifice), a scos un ghid care prezintă principiile acestor feminizări, formele feminine deja existente și cele nou propuse. Aceste inovații au fost sprijinite de guvern, dar nu au fost acceptate de Academie. Și în Elveția s-a oficializat feminizarea. Între formele acceptate sunt unele deosebiri de la țară la țară. De exemplu, pentru cuvântul „autoare”, ghidul din Franța recomandă une auteur sau une auteure, în Québec s-a adoptat numai une auteure, iar în Elveția se recomandă une autrice.

## Influența asupra altor limbi
Bogăția lexicului francez datorează mult împrumuturilor din diferite alte limbi (vezi Lexicul limbii franceze), dar și franceza a influențat lexicul multor limbi.
Această influență se exercita deja în Evul Mediu. În secolul al XI-lea a început influența francezei asupra limbii engleze, când Anglia a fost cucerită de oșteni care vorbeau limbi oïl, mai ales cea normandă. Nobilimea și curtea regală vorbea așa-numita limbă anglo-normandă, regii vorbind-o până la sfârșitul secolului al XIV-lea. A continuat apoi să influențeze engleza limba franceză formată complet între timp pe continent. Se datorează mai ales prestigiului limbii franceze scrise faptul că lexicul limbii engleze a fost francez în proporție de 60% până în secolul al XVIII-lea.
Poezia truverilor s-a răspândit și în Italia și în teritoriile de limbă germană. Cuvintele mangiare „a mânca” (< franceză manger) și avventura „aventură” (< franc. aventure) au ajuns în limba italiană în secolul al XII-lea. Cel din urmă a intrat în același timp în germană, sub forma Abenteuer. În secolul al XVI-lea a continuat intrarea de cuvinte franceze în aceste limbi.
Cuvinte franceze au ajuns în și mai multe limbi europene în secolul al XVII-lea, când Franța era o mare putere politică și culturală, apoi în secolul al XVIII-lea, când puterea țării scăzuse, dar impactul său cultural a crescut datorită ideilor Epocii Luminilor. Pe vremea aceea, din America de Nord și până în Rusia, aristocrații și intelectualii nu se puteau lipsi de cunoașterea limbii franceze. Franceza devenise limba comunicării internaționale în locul latinei, în diplomație și în științe.
În secolul al XIX-lea, influența francezei s-a extins și asupra limbilor care se vorbeau în coloniile Franței.
Cuvinte franceze sunt prezente în multe domenii, mai ales în gastronomie, în modă, în cosmetică, în domeniul militar și în cel al sentimentelor și caracterului.
Engleza este limba care a împrumutat cele mai multe cuvinte din franceză. În secolul al XXI-lea, lexicul limbii engleze încă mai este, după unii autori în proporție de 30%, după alții în proporție de 33% de origine franceză.
Altă limbă în care sunt relativ multe cuvinte de origine franceză este româna: 22,12% din lexic.
În limba poloneză au intrat circa 3.500 de cuvinte franceze, în urma relațiilor strânse dintre Franța și Polonia începute în secolul al XVIII-lea.
Și în limba spaniolă sunt circa 2.000 de cuvinte din franceză, 7,1% din lexic.
Au fost împrumutate cuvinte franceze și de către limbi îndepărtate de franceză, genetic, geografic sau din ambele puncte de vedere. Astfel sunt, printre altele, limba maghiară sau limba persană, care ambele au adoptat, de exemplu, cuvântul rouge „ruj”, sau chiar limba chineză, în care „alo” la telefon se spune wei, de la cuvântul ouais din registrul de limbă familiar al francezei, corespunzător lui oui „da”, din registrul curent.

## Limbi creole cu bază lexicală franceză
În imperiul colonial francez s-au creat numeroase limbi creole. În secolul al XXI-lea sunt repertoriate 15:
- în America: creola din Louisiana, cea din Haiti, cea din Guadelupa, cea din Martinica, cea din Dominica, cea din Sfânta Lucia, cea din Trinidad, cea din Guyana, cea din insulele Les Saintes;
- în Oceanul Indian, având ca trunchi comun creola mascarin, numită și bourbonnais: creola din Réunion, cea din Mauritius, cea din insula Rodrigues, cea din Seychelles, cea din arhipelagul Chagos (vorbită în Mauritius de urmașii celor deportați aici din Chagos);
- în Oceania: creola tayo (în Noua Caledonie).

În două țări, creola locală este limbă oficială: în Haiti (pe lângă franceză) și în Seychelles (pe lângă engleză și franceză).

## Varietăți regionale
Conform interpretării din secolul al XXI-lea, varietăți regionale ale limbii franceze sunt considerate ansamblurile de particularități cu care este folosită limba complet formată și însușită de toți vorbitorii din Francofonie, în diferitele teritorii din lume ale acesteia. Aceste varietăți nu se confundă cu graiurile numite tradițional patois în franceză, vorbite pe teritoriul din Franța al limbii franceze din Evul Mediu până prin secolul al XIX-lea, și care practic au dispărut. Varietățile regionale ale limbii franceze actuale nu se confundă nici cu celelalte limbi oïl vorbite în jumătatea de nord a Franței, care n-au dispărut total, și care sunt considerate oficial limbi regionale, împreună cu alte limbi romanice din afara grupului oïl și cu alte limbi neromanice.

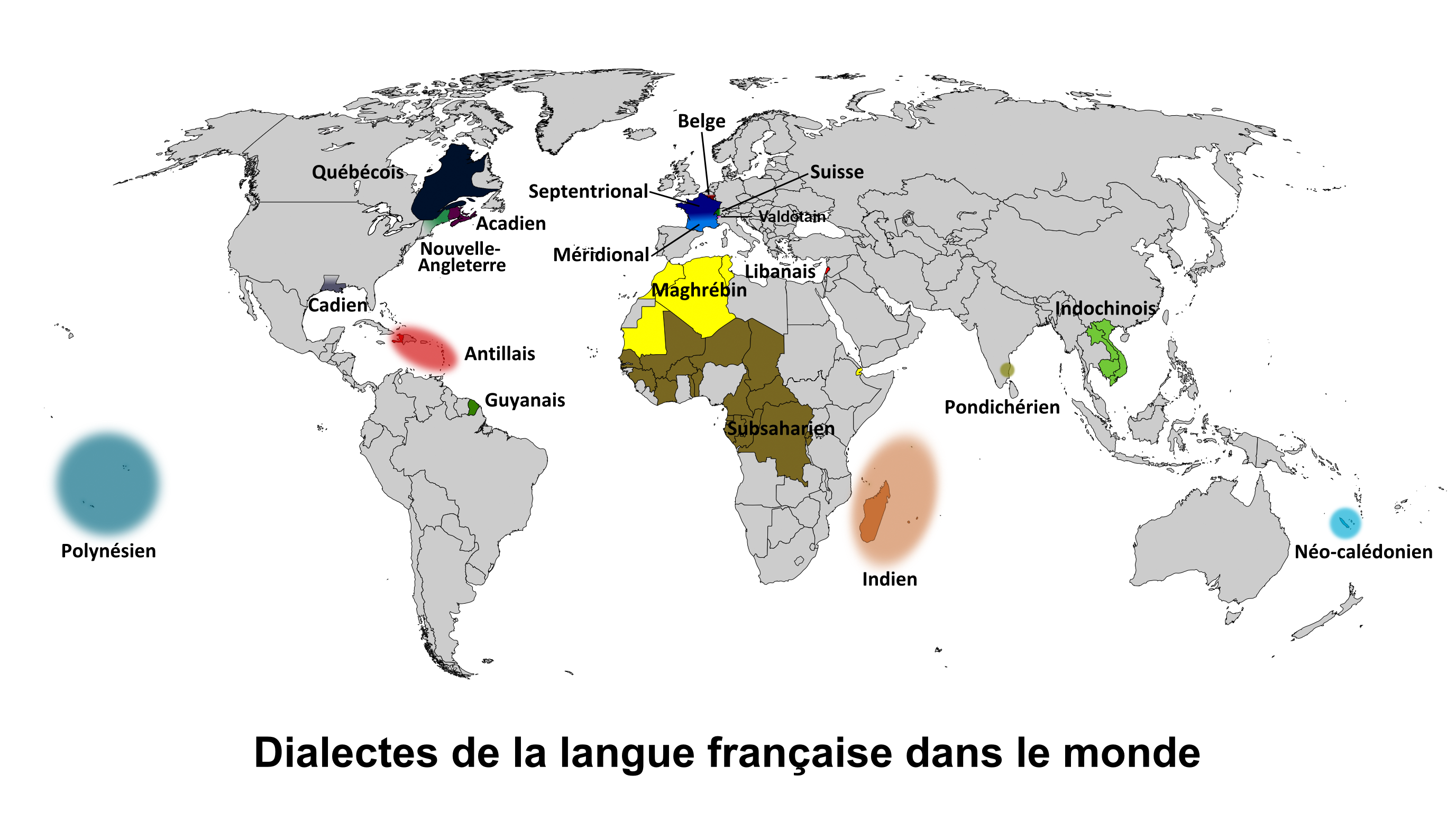
Principalele varietăți și grupuri de varietăți regionale ale limbii franceze

Franceza are foarte multe varietăți regionale. Principalele varietăți și grupuri de varietăți sunt următoarele (reprezentate pe harta de mai sus):
| - în Europa: - în Franța: - de nord; - de sud; - belgiană; - elvețiană; - în America: - în Canada: - din provincia Québec; - acadiană (în principal în provincia New Brunswick); - cadiană (în Statele Unite ale Americii, în statul Louisiana); - antileză (în Haiti, Guadelupa și Martinica); - guyaneză; | - în Africa: - din Magreb (în Mauritania, Maroc, Algeria și Tunisia); - din Africa Subsahariană (mai ales în fostele colonii franceze și belgiene); - din Oceanul Indian (în Madagascar și pe insulele care au aparținut cândva sau aparțin Franței); - în Asia: - libaneză; - din Puducherry (în India); - indochineză (în Vietnam, Laos și Cambodgia); - în Oceania: - din Noua Caledonie; - polineziană. |

Fiecare dintre cele de mai sus se subîmparte în alte varietăți regionale, de exemplu în cea din sudul Franței este o varietate lyoneză, în cea din Québec una montréaleză, în cea din Antile una haitiană, în cea din Oceanul Indian una din Mauritius etc.

## Istorie
Istoria limbii franceze începe odată cu cucerirea Galiei de către romani, terminată în secolul I î.Hr. Limba latină populară este adoptată treptat de populația autohtonă, în cursul unei perioade de bilingvism care durează până în secolul al V-lea. Limba galică o influențează pe cea latină, constituind substratul viitoarei limbi franceze. Se formează astfel o limbă numită de lingviști galo-romană.
Secolele V-VIII sunt perioada limbii galo-romane, la începutul căreia nordul Galiei este cucerit de către tribul germanic al francilor. Acesta își impune puterea politică înființând un regat, dar limba galo-romană o asimilează pe cea a francilor. Totuși, elemente ale acesteia dau un suprastrat viitoarei limbi franceze. Limba galo-romană este fărâmițată în dialecte. Cele din nordul Galiei, sub influența francă, încep să formeze o grupare numită oïl, iar cele din sud, cu alte trăsături comune, încep să formeze gruparea dialectelor oc.
Din perioada limbii protofranceze (sec. VIII-X) datează primele texte scrise ce reflectă o limbă diferită de latină. În secolul al IX-lea se diferențiază net dialectele oïl de cele oc.
În perioada francezei vechi (secolele X-XIV) se scrie în mai multe dialecte oïl, dar în ele, trăsăturile comune sunt relativ numeroase. Deși primele opere literare nu sunt scrise în acesta, unul dintre dialecte, numit françois, vorbit în regiunea din jurul Parisului, corespunzătoare aproximativ domeniului regal, câștigă prestigiu. Trăsăturile comune încep să se răspândească în vorbire datorită prestigiului dialectului françois, de asemenea formându-se și răspândindu-se treptat o limbă scrisă comună, deoarece începe să fie folosită și în administrația regală, pe lângă latină. De aici încolo, istoria limbii franceze va fi cea a răspândirii și impunerii treptate a acestei limbi comune, pe măsură ce regatul își extinde dominația pe tot teritoriul Franței actuale, în partea de sud a Belgiei, în vestul Elveției și în teritorii de pe alte continente, evoluând și îmbogățindu-se continuu cu elemente din idiomurile pe care le înlocuiește în mare parte, și cu împrumuturi din multe limbi străine.
În secolele XIV-XVI (perioada francezei medii), limba evoluează, printre altele simplificându-se prin eliminarea declinării. În secolul al XVI-lea, cel al Renașterii, se împrumută multe latinisme și italianisme, iar limba literară se îmbogățește și cu cuvinte din celelalte idiomuri vorbite în țară. Apar primele lucrări lingvistice (dicționare, gramatici) care se ocupă de limba franceză, împreună cu preocupări de unificare a limbii literare. În același timp, regalitatea caută să înlocuiască latina în administrație și în justiție.
Secolele XVII (cel al clasicismului) și XVIII (epoca Luminilor) sunt perioada francezei clasice și de trecere la franceza modernă. În secolul al XVII-lea, limba literară este standardizată în contextul mai general al autoritarismului ce caracterizează regimul, normele impunând un lexic „purificat”, relativ sărac, dar o structură gramaticală fixată în mod rațional, iar în secolul al XVIII-lea, și lexicul ajunge să țină pasul cu necesitățile limbajelor de specialitate. Este perioada în care, datorită prestigiului culturii pe care o poartă, franceza este limba de comunicare internațională a elitelor politice și intelectuale, dar încă nu se impune majoritar în vorbirea curentă din provinciile Franței, unde domină idiomurile locale.
În secolul al XVIII-lea, franceza intră în perioada sa modernă. Revoluția franceză de la sfârșitul secolului face din franceză o limbă națională, pe care caută să o impună în mod autoritar în toată Franța. În această perioadă, franceza continuă să câștige teren, deși nu în măsura dorită de autoritățile revoluționare. Impunerea francezei ca politică de stat se intensifică în cursul secolului al XIX-lea prin intermediul școlii, momentul decisiv fiind instituirea învățământului primar public, gratuit și obligatoriu. De atunci, extinderea treptată a duratei școlarizării duce la utilizarea francezei de către toți locuitorii, în detrimentul idiomurilor locale.
În secolul al XX-lea, franceza contemporană cunoaște o pierdere de teren pe plan mondial în favoarea limbii engleze, dar continuă să fie una din limbile de comunicare internațională, căutându-se printr-o politică lingvistică oficial adoptată să se limiteze pe cât posibil influența englezei asupra ei, și să se mențină răspândirea pe care o mai are în lume.

## Fonologie, fonetică și prozodie
Aspectul sonor al limbii franceze prezintă următoarele caracteristici generale:
- Articularea sunetelor se face cu o tensiune musculară mare și constantă, ceea ce determină în principal o mare stabilitate a timbrului sunetelor.
- În franceză sunt preponderente sunetele cu loc de articulare anterior.
- Sunt preponderente silabele deschise (55%)[43] față de cele închise, ceea ce conferă francezei un caracter de limbă foarte vocalică, deci clară și sonoră[44].
- Vorbirea este segmentată în grupuri ritmice, a căror unitate este asigurată de un singur accent principal, pe ultima silabă a grupului ritmic, de înlănțuirea (enchaînement) consonantică și vocalică, de elidare și de legătură (liaison).
- Ritmul vorbirii se caracterizează prin periodicitatea relativ regulată a silabelor accentuate și neaccentuate, prin egalitatea de durată și de intensitate a acestora și prin numărul nici prea mic, nici prea mare de silabe dintr-un grup ritmic (3-7)[45].

## Gramatică
Ca limbă romanică, franceza prezintă asemănări, dar și deosebiri față de limba română în ceea ce privește structura gramaticală.

### Morfologie

#### Determinanții și părțile de vorbire nominale
Majoritatea determinanților abstracți folosiți în franceză au corespondenți exacți în română. Aceștia sunt articolul hotărât, articolul nehotărât, adjectivele pronominale și numeralul, atunci când este folosit ca determinant. Doar funcția articolului partitiv este îndeplinită prin alte procedee în română. Altă deosebire între determinanți în cele două limbi este că adjectivele pronominale posesive și demonstrative franceze au forme cu totul deosebite de pronumele corespunzătoare.
Aproape toate părțile de vorbire nominale din franceză se regăsesc și în română. Este vorba de substantiv, de adjectivul calificativ, de numeral în general și de pronume: personal, posesiv, demonstrativ, interogativ, relativ și nehotărât. Doar pronumele adverbial nu are corespondent exact în română.
Ca în limbile romanice în general, majoritatea cuvintelor din aceste categorii gramaticale se caracterizează prin gen gramatical (masculin și feminin), precum și prin număr (singular și plural), deși aceste trăsături nu sunt totdeauna reprezentate de forma sonoră a cuvintelor. Pluralul este auzibil numai în mod excepțional, dar este totdeauna marcat în scris. Genul majorității substantivelor și al unor adjective nu este indicat de forma cuvintelor, dar în general se poate deduce din forma celor cu care se acordă, deși de multe ori numai în scris. Unele pronume sunt invariabile și genul lor este indicat numai de acordul cu alte cuvinte (de exemplu pronumele personale de persoana a II-a), altele sunt neutre, anume cele care se referă la o propoziție sau la un verb la infinitiv (de exemplu pronumele demonstrativ cela „aceasta”).
Franceza modernă, ca și celelalte limbi romanice, în afară de română, nu cunoaște declinarea, ci doar câteva vestigii ale ei în domeniul pronumelui personal.

#### Verbul
Verbul francez exprimă aceleași categorii gramaticale ca și cel din română, adică diateza, modul, timpul, persoana și genul (masculin și feminin), acesta fiind limitat la modul participiu. O diferență importantă între cele două limbi este că în franceză formele temporale sunt mai numeroase.
Dat fiind că ortografia limbii franceze este în foarte mare măsură etimologică, deci nu redă fidel pronunțarea, în conjugare trebuie să se țină seamă de faptul că în vorbire sunt mai puține desinențe personale decât în scris. Sunt de exemplu categorii de verbe la care, la anumite timpuri, patru desinențe se scriu în trei feluri, dar în vorbire se aude numai rădăcina verbului, deci la patru persoane verbul sună la fel. De aceea, morfemul persoanei a devenit în mare măsură subiectul exprimat prin alt cuvânt. Ca urmare, verbul apare numai pe lângă un asemenea cuvânt. La persoana a treia acesta este un substantiv, un pronume sau, mai rar, un verb la infinitiv, iar la persoanele I și a II-a, un pronume personal. Singura excepție este cea a modului imperativ, la care pronumele se folosește numai pentru scoaterea în evidență a persoanei.

#### Părțile de vorbire neflexibile
Părțile de vorbire neflexibile din limba franceză sunt aceleași ca cele din română. Adverbul are funcție sintactică, iar prepoziția și conjuncția sunt cuvinte gramaticale. Interjecția nu are funcție gramaticală în propoziție, putând doar constitui singură o propoziție neanalizabilă. La fel pot fi folosite și unele cuvinte considerate în mod tradițional adverbe. Astfel de cuvinte mai pot avea și alte două funcții nesintactice, cea de modalizator și cea de conector.
Spre deosebire de română, în franceză sunt rare adjectivele folosite cu aceeași formă și ca adverbe. În schimb sunt foarte frecvente adverbele, mai ales de mod, derivate din adjective.
În franceză, toate atributele substantivale și pronominale, precum și toate complementele exprimate prin substantiv sau pronume accentuat sunt formate cu prepoziții, înlocuind complet declinarea.
Conjuncțiile și locuțiunile conjuncționale subordonatoare sunt asociate cu un anumit mod verbal la care se folosește predicatul propoziției subordonate circumstanțiale.

### Sintaxă
Pentru limba franceză este caracteristic faptul că în grupul substantival poate fi folosit un singur determinant abstract dintre articole (nehotărât, hotărât, partitiv) sau dintre adjectivele posesiv, demonstrativ și interogativ. Numai determinantul numeral și anumite adjective nehotărâte pot fi folosite împreună cu un articol. Este o chestiune complexă cea a cazurilor când substantivul se folosește fără articol.
În grupul substantival cu atribut(e) este de asemenea o chestiune complexă cea a locului atributului adjectival față de substantiv și a atributelor subordonate unui același substantiv față de acesta, precum și al acestor atribute unul față de celălalt/celelalte.
În ceea ce privește propoziția, nu sunt diferențe esențiale între franceză și română în analiza sintactică, deși sunt diferențe de interpretare a părților de propoziție între gramaticile celor două limbi. În schimb sunt diferențe esențiale în procedeele (topică, prozodie, construcții) prin care se exprimă rolul de temă și de remă al diferitelor părți ale propoziției și prin care se scoate în evidență una sau alta dintre ele.
Privitor la propoziția interogativă, specific pentru franceză este că o anume întrebare totală sau parțială poate avea de cele mai multe ori nu o singură construcție, ci două, trei sau patru.
Pentru propoziția negativă este caracteristic faptul că în limba standard aceasta se bazează totdeauna pe cuvântul negativ ne și aproape totdeauna pe cel puțin încă un cuvânt negativ.
Fraza franceză care cuprinde numai propoziții coordonate și corespondenta ei românească nu prezintă diferențe esențiale, însă cea cu propoziție/propoziții subordonată/subordonate diferă în mai multe privințe. Una este folosirea modului la care se exprimă predicatul subordonatei, dar și a timpului acestuia, deoarece în franceză concordanța timpurilor este mai puțin suplă decât în română.
Altă deosebire între cele două limbi este că procesul subordonat se exprimă cu verbul la infinitiv mult mai frecvent decât în română, uneori putând fi exprimat numai prin propoziție subordonată, alteori numai prin infinitiv, în câteva cazuri cele două construcții fiind la alegere.

## Lexic
Lexicul limbii franceze se caracterizează în principal prin preponderența cuvintelor de origine latină, fie moștenite, fie împrumutate după constituirea limbii. Există și un substrat galic, din care au rămas relativ puține cuvinte. În număr ceva mai mare au rămas cuvinte dintr-un suprastrat germanic, din care provin cele mai vechi împrumuturi. În tot cursul istoriei sale, limba franceză s-a îmbogățit cu numeroase cuvinte din limbi foarte diferite, care au intrat în limbă fie direct, fie indirect. Cele mai multe împrumuturi au provenit mai demult din limba italiană, iar astăzi predomină cele din engleză.
Dintre mijloacele interne de îmbogățire a lexicului, o sursă foarte importantă a fost și rămâne derivarea. Și prin compunere s-au creat și se creează cuvinte noi, dar mai puține decât în limbi precum germana.

## Ortografie
Ortografia limbii franceze se caracterizează în primul rând prin faptul că redă pronunțarea într-un mod mult mai puțin fidel decât cum este redată cea a limbii române, de exemplu. Acest fapt are drept cauze îndelungata evoluție istorică a scrierii acestei limbi, în care s-au combinat contactele dintre culturi diferite, schimbările fonetice ale limbii, progresele tehnice, normele sociale și factori de putere politică.
În secolul al XVI-lea, când au apărut primele încercări de regularizare a scrierii, au apărut și două tendințe: pe de o parte cea de a apropia grafia de pronunțare, pe de altă parte cea de a respecta tradiția și de a scrie așa cum s-a fixat mai înainte, chiar dacă pronunțarea a evoluat între timp și scrierea a rămas în urmă. La adâncirea neconcordanței dintre scriere și pronunțare a contribuit și introducerea unor litere numai cu scopul de a arăta originea latină a cuvintelor. Tendința de a face scrierea mai fidelă față de pronunțare și cea tradiționalistă s-au confruntat de atunci și continuă să se opună până în prezent, deocamdată având câștig de cauză a doua orientare.

### Organisme de reglementare a limbii
- fr  Académie française (accesat la 24 august 2018)
- fr  Délégation générale à la langue française et aux langues de France (DGLFLF) (accesat la 24 august 2018)
  - fr  FranceTerme – site consacrat termenilor recomandați de Comisia Generală de Terminologie și de Neologie prin Journal officiel (accesat la 24 august 2018)
- fr  Ministère de la langue française Arhivat în 14 iulie 2019, la Wayback Machine. (Québec) (accesat la 4 ianuarie 2022)
- fr  Office québécois de la langue française (accesat la 24 august 2018)
  - fr  Grand dictionnaire terminologique Arhivat în 19 februarie 2014, la Wayback Machine. (Marele dicționar terminologic) – conține termenii recomandați de Oficiul din Québec al Limbii Franceze (accesat la 24 august 2018)
- fr  Direction de la langue française (Belgia) (accesat la 24 august 2018)
- fr  Conseil de la langue française et de la politique linguistique (Belgia) (accesat la 24 august 2018)
- fr  Délégation à la langue française (Elveția) (accesat la 24 august 2018)
- fr  Conseil international de la langue française (accesat la 24 august 2018)

### Dicționare

#### Dicționare explicative
- fr  Lexilogos. Dictionnaire français (accesat la 24 august 2018)

#### Dicționare francez-român / român-francez
- fr  ro  Lexilogos. Dictionnaire roumain (accesat la 24 august 2018)

### Limba franceză ca limbă străină
- fr  Alliance française (accesat la 24 august 2018)
- ro  FLE de joie – materiale de predare/învățare a limbii franceze pentru vorbitori de română (accesat la 24 august 2018)
- ro  Ghid de conversație francez (accesat la 24 august 2018)
- fr  Le Point du FLE – portal al predării/învățării limbii franceze ca limbă străină (accesat la 24 august 2018)